# 2039
Évszázadok: 20. század – 21. század – 22. század
Évtizedek: 1980-as évek – 1990-es évek – 2000-es évek – 2010-es évek – 2020-as évek – 2030-as évek – 2040-es évek – 2050-es évek – 2060-as évek – 2070-es évek – 2080-as évek
Évek: 2034 – 2035 – 2036 – 2037 –  2038 – 2039 – 2040 – 2041 – 2042 – 2043 – 2044
2039-es év (MMXXXIX) a Gergely-naptár szerint szombati nappal kezdődik.

## Várható események

### Határozott dátumú események
- szeptember 2. – Lejár a 99 évre kötött rombolók bázisért megállapodás az Amerikai Egyesült Államok és az Egyesült királyság között.
- november 7. – A Merkúr elhalad a Föld és a Nap között.
- december 15. – Teljes napfogyatkozás.

### Határozatlan dátumú események
- Megrendezik a 2039-es női labdarúgó-világbajnokságot.

## Várható események
- Megkezdődik az ITER, Európa első magfúzióval működő reaktora, energiatermelése.[1]

## Előrejelzett események
- Nachmaniddes, a Kaballah egyik kommentátora szerint ebben az évben jön el a Messiás, vagy az utolsó összeütközés, az armagedon ideje érkezik.